# دوغان‌اولوک (آک‌یورت)
دوغان‌اولوک (به لاتین: Doğanoluk) یک منطقهٔ مسکونی در ترکیه است که در اکیورت واقع شده‌است.